# Kušiljevo
Kušiljevo (cyr. Кушиљево) – wieś w Serbii, w okręgu pomorawskim, w gminie Svilajnac. W 2011 roku liczyła 2345 mieszkańców.